# Robavs
Robavs je priimek več znanih Slovencev:
- Matjaž Robavs, pevec resne glasbe, tenorist
- Niko Robavs, radijski napovedovalec, voditelj in urednik